# Carlos Abatucci
Carlos Abatucci (Córsega, 1771 - 1796), foi um general francês, filho de Jacques Pedro Abatucci. Foi ajudante de campo do general Pichegru. Abatucci tomou parte gloriosa nos combates de Chateau-Cambrésis, de Landrécitís e de Menin em 1704. Foi tanta a sua bravura, na primeira passagem do rio Reno que alcançou o posto de general, e quando morreu depois de ter entrado na Baviera, teve de bater em retirada, encarregou o general Abatucci de comandar a sua retaguarda, e depois de defender Huningue contra os austríacos. Quando o príncipe de Furstemberg foi investir contra a praça e propôs a Abatucci que lha entregasse, este respondeu laconicamente «tome-a». Fazendo uma sortida, foi ferido mortalmente durante o combate.